# Salmo trutta
La trucha común o reo (también trucha marrón para los que no distinguen el subgénero de la trucha fario) (Salmo trutta) es una especie de pez salmoniforme de la familia Salmonidae. Está incluida en la lista 100 de las especies exóticas invasoras más dañinas del mundo de la Unión Internacional para la Conservación de la Naturaleza.

## Anatomía
En los ríos es de color marrón, más oscuro en el lomo; hacia los flancos es de un marrón dorado y en la región abdominal es de un tono blanco amarillento. Tiene manchas repartidas por el cuerpo: en la parte superior son verdes o marrones y en los costados se mezclan con pintas rojas envueltas en círculos pálidos. Es un pez muy corpulento, y se han llegado a ver ejemplares de hasta 14 kg.

## Hábitat
Proviene de Europa y se la encuentra en gran cantidad de ambientes. Es la trucha más salvaje de todas, y lo demuestra defendiendo su territorio con agresividad.

## Alimentación
La trucha común es una especie eurifágica, ya que su espectro alimentario es amplio, y presenta carácter alimentario marcado por el oportunismo, debido a que posee una enorme facilidad de adaptación frente a los cambios en la disponibilidad del alimento. Así, las truchas consumen mayoritariamente invertebrados acuáticos, aunque es habitual encontrar otras tipos de presa como invertebrados terrestres y peces. También es frecuente que las truchas se muestren selectivas a la hora de alimentarse por algún tipo de presa.
El inicio de la alimentación en alevines recién emergidos comienza antes de que se produzca la completa reabsorción del saco vitelino. Asimismo, se ha demostrado que el consumo de estadios aéreos de insectos en la superficie del agua tiene lugar cuando ya se ha producido la completa reabsorción del saco vitelino.
En la trucha, como en otras muchas especies de peces, se produce un cambio en la dieta durante la vida del pez. Así, los juveniles de trucha consumen mayoritariamente presas ligadas al lecho del río y, a mediada que van creciendo, la dieta está compuesta por una mayor proporción de presas de origen terrestre y peces.

## Subespecies
Aunque sujeta en los últimos años a continuas variaciones y estudios de parentesco entre subespecies, se pueden considerar las siguientes subespecies de la trucha común:
- Salmo trutta aralensis (Berg, 1908) - trucha del mar de Aral.
- Salmo trutta fario (Linnaeus, 1758) - trucha fario.
- Salmo trutta lacustris (Linnaeus, 1758) - trucha de lago.
- Salmo trutta macrostigma (Duméril, 1858) - trucha de Córcega.
- Salmo trutta oxianus (Kessler, 1874)
- Salmo trutta trutta (Linnaeus, 1758) - trucha europea o trucha marina.